# ستوان بد
نباید با ستوان بد: بندر نیواورلئان اشتباه گرفته شود.
ستوان بد (انگلیسی: Bad Lieutenant) فیلمی در ژانر درام، جنایی و تریلر به کارگردانی ایبل فرارا محصول سال ۱۹۹۲ ایالات متحده آمریکا است. از بازیگرانی که در این فیلم به ایفای نقش پرداخته‌اند، می‌توان به هاروی کایتل، ویکتور آرگو، پال کالدرون، زوئی لوند، بیانکا هانتر، وینسنت لارسکا، هایمه سانچز و پنی آلن اشاره کرد.
فیلمنامه این اثر توسط زوئی لوند مدل بازیگر زن، که در فیلم هم حضور دارد، نوشته شده‌است. این فیلم در بخش نگاه معین در جشنواره کن ۱۹۹۲ به نمایش درآمد.
این فیلم در مجموع ۷ بار کاندید دریافت جایزه از فستیوال‌های جهانی فیلم شد و ۲ بار موفق به دریافت جایزه گردید.

## داستان فیلم
ستوان «استراوبری» عضو فاسدی از پلیس نیویورک است؛ او در شرطبندی مسابقات بیسبال و فروش مواد مخدر دست دارد و با معتادان و مجرمان به سکس می‌پردازد. همچنین ستوان غرق در مصرف مواد مخدر و الکل است.
ستوان در صحنه وقوع جرم بسته‌ای کوکائین پیدا می‌کند و آن را به فروش می‌رساند و مشتری قول می‌دهد ظرف چند روز آینده پول آن را پرداخت کند. او پس از مصرف مواد وارد رابطهٔ جنسی سه نفره می‌شود.
در محله «اسپانیش هارلم» و در کلیسا، به راهبه ای باکره و جوان تجاوز می‌شود و جام زرین مقدس هم به سرقت می‌رود. پلیس ۵۰ هزار دلار برای یافتن مجرمان، جایزه تعیین می‌کند. دختر راهبه که تجاوز و فروکردن صلیب، باعث جراحت و اضاله بکارت او گردیده‌است؛ با پلیس همکاری نمی‌کند و به پدر روحانی می‌گوید، که متجاوزین را می‌شناسد ولی آنها را همانند عیسی (ع) که دشمنان و قاتلان خود را بخشیده‌است؛ می‌بخشد.
ستوان ماشین دو دختر جوان که فاقد گواهینامه رانندگی هستند را توقیف می‌کند؛ و از آنها در قبال مسکوت ماندن جرم، درخواست رابطه دهانی می‌کند. ستوان آنها را مجبور به نشان دادن باسن و شبیه‌سازی رابطه دهانی می‌کند و با این کار، شروع به خودارضایی می‌نماید.
ستوان ۳ بار روی ۷ راند نهایی، مسابقه بیسبال بین نیویورک متس و لس آنجلس داجرز شرطبندی می‌کند؛ و با برد اول، مبلغ شرط را بالا می‌برد و مبلغ ۶۰ هزار دلار می‌بازد و با وجود تهدید به قتل خود و خانواده اش برای پرداخت نکردن شرط دوم، مبلغ شرط سوم را ۱۲۰ هزار دلار افزایش می‌دهد.
خریدار کوکائین ۳۰ هزار دلار به ستوان می‌دهد؛ او که روی ۵۰ هزار دلار جایزه حساب باز کرده‌است؛ پیش راهبه جوان می‌رود و از او درخواست می‌کند، برای تکرار نشدن جنایت، اسامی متجاوزین را به او بدهد. اما راهبه با تکرار بخشش مجرمین می‌گوید، باید از عیسی مسیح درخواست کند. او که مستاصل گشته‌است، توبه می‌کند و به پای مسیح می‌افتد. در همان زمان زنی برای بازگرداندن جام زرین، وارد کلیسا می‌شود و به ستوان می‌گوید که این جام را از شوهرش دزیده است و می‌داند که او جام را از دو پسر نوجوان مکزیکی به نام‌های «خولیو» و «پابلو» خریده‌است.
ستوان آنها را بازداشت می‌کند و در هنگام بازاشت متوجه می‌شود، که شرط سوم را هم باخته‌است؛ و عملاً پول جایزه دیگر به درد او نمی‌خورد. او با دادن ۳۰ هزار دلار و با سوار کردن پسران در اتوبوس برای برگشت به مکزیک، به شهر بر می‌گردد؛ و در خیابان روبروی «ایستگاه پن پارک» توسط دلال شرط‌بند کشته می‌شود.